# Křepenice
Křepenice (deutsch Křepenitz) ist ein Dorf im Okres Příbram in Tschechien. Es liegt 25 Kilometer nordöstlich von Příbram.

## Geographie
Křepenice liegt im Tal der Moldau. Nachbarorte sind Hrazany und Radíč im Nordosten, Nalžovice im Osten, Sedlčany im Südosten, Dublovice und Lichovy im Süden und Zvirotice im Südwesten. Nördlich liegen die Drbákov-Albertovy skály.

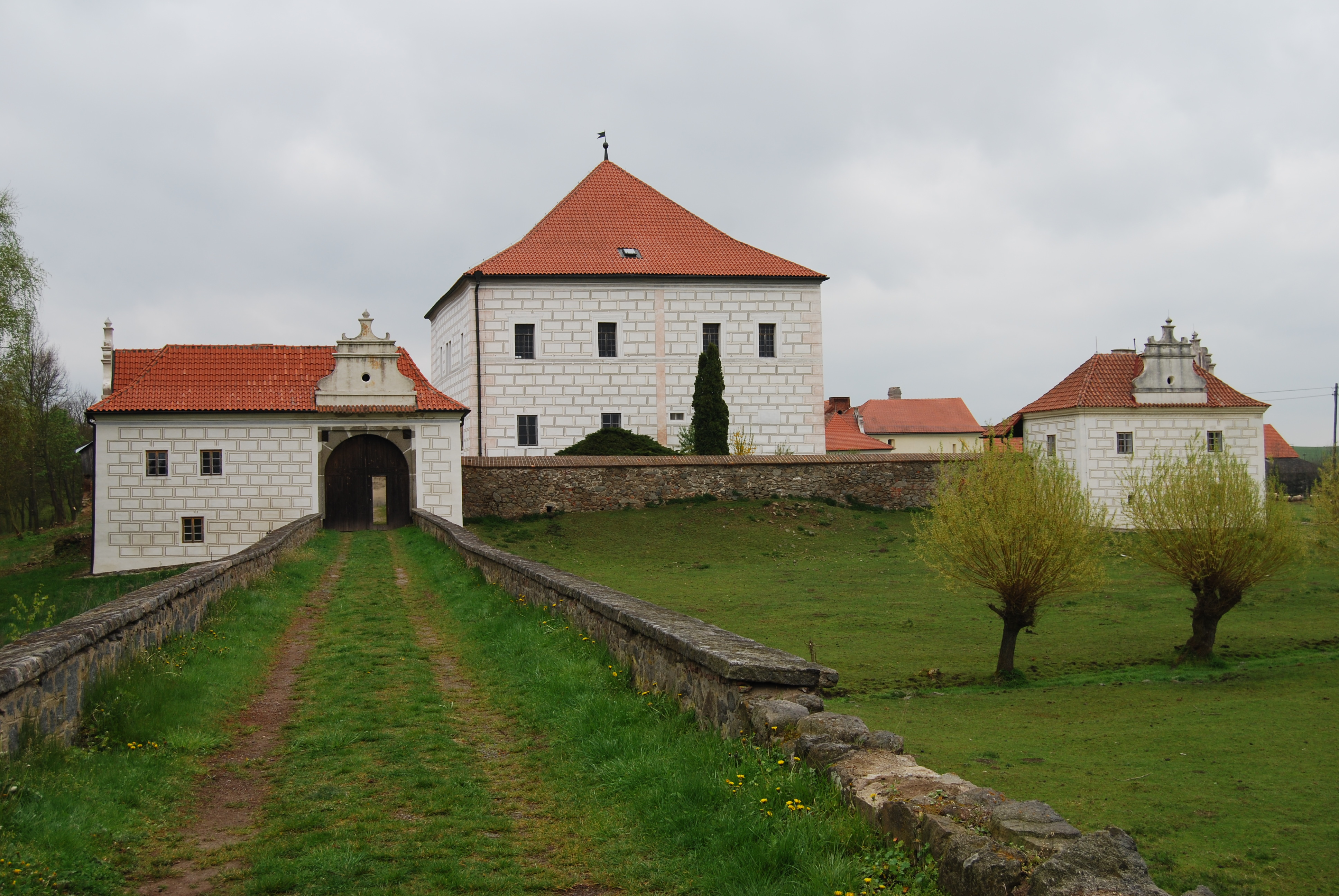
Festung Křepenice

## Geschichte
Křepenice wurde erstmals im Jahre 1045 in einer Urkunde des böhmischen Fürsten Břetislav I. erwähnt. Es gehörte zunächst zu Vrškamýk. 1322 schenkte König Johann von Luxemburg Křepenice dem Hermann von Milíčín, von dem es 1352 an die Rosenberger gelangte, die es mit ihrer Herrschaft Sedlčany verbanden. 1580 überließ Wilhelm von Rosenberg Sedlčany und Křepenice seinem Wirtschaftsverwalter und Deichbauer Jakob Krčín von Jelčany. Er legte die Teiche Návesník und Nepřízeň an und errichtete 1584 eine Burg, die er „Nový Hrádek Krčínov“ nannte und auf der er 1590–1597 wohnte. Nachdem er 1604 ohne männliche Nachkommen verstorben war, fiel Křepenice zusammen mit der Herrschaft Sedlčany an Peter Wok von Rosenberg, der es an Zdenko Adalbert Popel von Lobkowitz verkaufte. Er schloss Křepenice seiner Herrschaft Vysoký Chlumec an. Weitere Besitzer waren die Fürsten Schwarzenberg und ab 1933 Rudolf Chodounský. 1941 erfolgte die Beschlagnahme der Burg durch die Nationalsozialisten, die nördlich von Křepenice ein Konzentrationslager errichteten. Nach der Übernahme der Macht durch die Kommunisten 1948 wurde der Landbesitz an den sozialistischen Landwirtschaftsbetrieb Jednotné zemědělské družstvo übertragen. Nach der politischen Wende von 1989 wurde die Burg an die Familie Chodounský restituiert.

## Sehenswürdigkeiten
- Burg Nový hrádek Krčínov